# عطا أبو الرشتة
عطاء بن خليل أبو الرشتة (أبو ياسين؛ وُلد عام 1943 ميلاديًا الموافق 1362 هجريًا) هو أمير حزب التحرير. ولد بفلسطين في قرية رعنا قضاء الخليل، وغادرها مع أهله بعد إنشاء كيان يهود (إسرائيل) على الأرض المباركة فلسطين عام 1948م، لينتقل أهله إلى مدينة الخليل، يحمل شهادة البكالوريوس في الهندسة المدنية، كان الناطق الرسمي لحزب التحرير في الأردن والآن أميره.

## دراسته
أتم دراسته الابتدائية والإعدادية في الخليل، ثم أكمل الدراسة الثانوية حاصلا على الشهادة الأولى -المترك الأردني- في مدرسة الحسين بن علي الثانوية بالخليل عام 1959م. ثم حصل على الشهادة الثانوية العامة -التوجيهي المصري- عام 1960 م في المدرسة الإبراهيمية في القدس. بعد ذلك، التحق بكلية الهندسة في جامعة القاهرة في العام الدراسي 1960-1961م ليحصل على شهادة البكالوريوس في الهندسة المدنية من الجامعة عام 1966 م. عمل مهندساً بعد تخرجه في عدد من الدول العربية.

## حزب التحرير
التحق عطاء بن خليل أبو الرشتة بحزب التحرير أثناء دراسته الإعدادية في منتصف الخمسينات. سجن بضع مرات، أصبح الناطق الرسمي لحزب التحرير في الأردن لعدة سنوات. وفي 13 أبريل 2003 م (الموافق 11 صفر 1424 هـ) أصبح أميراً لحزب التحرير من خلال الانتخابات الحزبية بعد تنحي الشيخ عبد القديم زلوم الذي توفي بعدها بأيام.

## كتبه
له عدد من المؤلفات منها:
1. الوسيط في حساب الكميات ومراقبة المباني والطرق.
2. تفسير سورة البقرة واسمه (التيسير في أصول التفسير - سورة البقرة).
3. دراسات في أصول الفقه - تيسير الوصول إلى الأصول.
4. عدد من الكتيبات:
  1. الأزمات الاقتصادية - واقعها ومعالجاتها من وجهة نظر الإسلام.
  2. الغزوة الصليبية الجديدة في الجزيرة والخليج.
  3. سياسة التصنيع وبناء الدولة صناعياً.